# Zawada Książęca
Zawada Książęca, německy Herzoglich Zawada a v letech 1937-1945 Rainfelde, je dvojjazyčná vesnice ve gmině Nędza v okrese Ratiboř v jižním Polsku. Geograficky se nachází na pravém břehu veletoku Odra v nížině Ratibořská kotlina v krajinném parku Park Krajobrazowy Cysterskie Kompozycje Krajobrazowe Rud Wielkich v Opolském vojvodství a v Horním Slezsku.

## Historie a popis
První písemná zmínka o vesnici pochází z roku 1493. V 70. letech 19. století zde krátce existovala Starokatolická církev. V letech 1975–1998 vesnice patřila do již zaniklého Katovického vojvodství.

### Další zajímavosti
V minulosti zde existoval dřevěný kostel a v současnosti je ve vesnici je kostel Kościół pw. świętego Józefa Robotnika. Zawada Książęca má také školu, sociální, kulturní a sportovní zázemí.
Zajímavostí jsou 2 kapličky, z nichž jedna je novogotická zděná kaple z roku 1934, která má osmiúhelníkový půdorys a střechu pokrytou břidlicí. Uvnitř této kaple se nachází dřevěná polychromovaná socha sv. Jana Nepomuckého z první poloviny 19. století.
Jsou zde také 2 kříže z roku 1880, školní budova z roku 1900, a několik zajímavých starších budov.
Vesnicí vedou cyklostezky a dálková turistická trasa Szlak im. Polskich Szkół Mniejszościowych (Stezka polských menšinových škol).

## Galerie

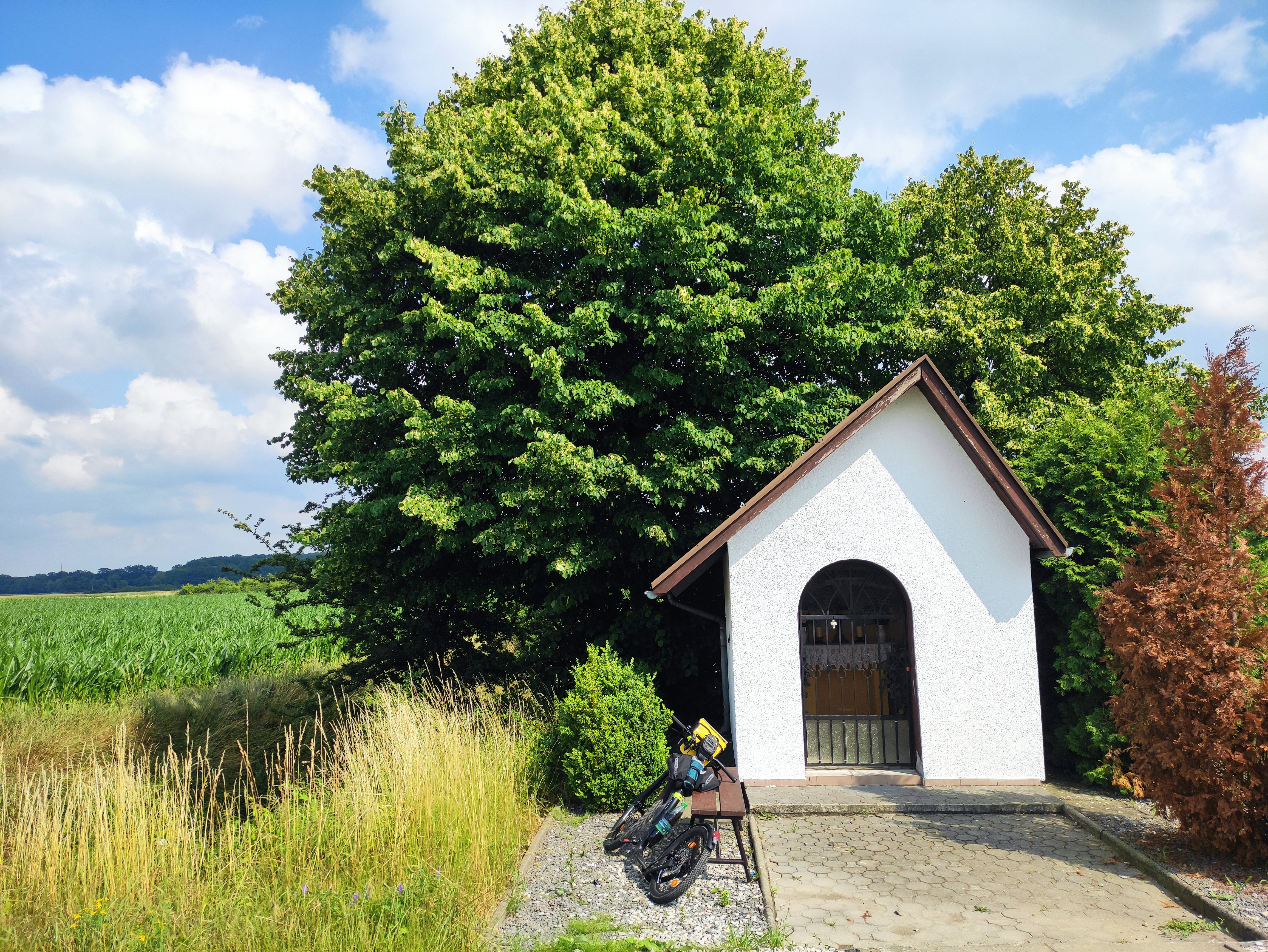
Kaplička s koloběžkou u vesnice